# Lluís Piquer i Jové
Lluís Piquer i Jové (Lleida, 1881 - Mollet del Vallès, 1936) fou un pedagog català.

## Biografia
Va néixer en el si d'una família benestant. Va cursar estudis a Barcelona, on aconseguí els títols de farmacèutic i de mestre.
S'hagué d'exiliar a França on aprengué molt bé el francès, era una persona ultraconservadora religiosa, ja que era Terciari Franciscà, membre de l'Adoració Nocturna, congregant de María Inmaculada, mestre nacional catòlic i Apòstol de la secció d'Homes d'Acció Catòlica.
Es va casar amb Mercedes Pellicer i Casanovas el 1909 amb qui tingué vuit fills. Com a mestre, va cursar classes en molts llocs, però els pobles que cal destacar més son la Canonja (Tarragona) i Parets del Vallès.
Fou un mestre partidari de l'aprenentatge pràctic basat en la pronunciació, la conversació i el raonament; es volia allunyar de les lliçons més feixugues pels alumnes amb una intervenció mínima del mestre.
També degut a la seva capacitat econòmica, organitzava obres de teatre a casa seva per assegurar la subsistència de la seva família.
Era una persona molt catòlica i no li va agradar massa la nova concepció de les relacions entre l'Església i l'Estat, ja que van ordenar la retirada dels Sants Cristos de les escoles i això ell no ho va percebre amb bons ulls.
Quan era mestre a la Canonja utilitzava els alumnes per esbrinar si els seus pares eren bons cristians i elaborava llistes dels que ell considerava mals cristians, va denunciar a varis pares d'alumnes i fins i tot algun professor, això va fer que la gent del poble no li tingues gaire estima, així que decidir de fugir del poble i l'any 1934 es va instal·lar a Parets del Vallès, on va guanyar una plaça com a mestre a les Escoles Nacionals.
Dos dels seus fills en Josep i l'Àngel van començar a treballar com a escrivents dins la fàbrica de La Linera per millorar els recursos de la seva família, el seu fill gran Francesc Marià era capellà i va oficiar misses al poble.
Durant el temps que va ser mestre va continuant elaborant informes, a part de si eren bons cristians o no, també assenyalava els anarquistes, i gent que estava a favor de la República, juntament amb els seu dos fills, ja que en Josep, requetè com ell, era sergent comandant de tots els requetès de la comarca del Vallès Oriental.
El 18 i 19 de juliol de 1936 ell i els seus dos fills es van sumar a l'Alzamiento Nacional, havien finançat un grup de requetès a Granollers i van intentar la sublevació de Granollers sense èxit, ja que els milicians de Granollers els van poder fer fora.
Després d'aquest acte fallit es van haver d'amagar, els dos fills es van amagar en uns camps de blat, en Lluís en canvi el seu amic Josep Guàrdia el va portar a Cal Campaner per amagar-lo però un cop allà va decidir de marxar i es va amagar a Ca l'Orlau a Lliçà, ja que era una casa de camp als afores de la població, i Cal Campaner era una casa al centre del poble. Cansat d'estar amagat decidí tornar al poble, però la gent de Parets davant el que havia fet el va repudiar, ell mateix va reconèixer com el van tractar.
```
"Nunca me hubiera imaginado que podría pasarme lo que me pasa. A un apestado no lo pasa peor. Andando por las calles, al verme se cerraban las ventanas, padres de mis alumnos que parecía me estimaban se escondían. Nadie me ha saludado"
[
3
]
```

Els dos fills es reuniren amb el pare el dia 23 de juliol, amb la impossibilitat de fugir enlloc es van estar a casa fins al dia 26 de juliol, día en Joan Almirall els va alertar que gent de Granollers els buscaven, veient la situació varen decidir d'anar a casa d'uns familiars a Barcelona, van estar buscant vies d'escapament, ja que totes les carreteres estaven controlades, el día 28 de juliol a la una de la matinada van ser interceptats per un control a Santa Perpètua de Mogoda, aquests els van lliurar al Comitè de Montcada i Reixac, tenien ordres d'executar-los però l'encarregat de fer-ho havia jugat a futbol amb l'Àngel i va decidir d'entregar-los al comitè de Parets, on van arribar a la tarda.
El comitè revolucionari de Parets els van fer firmar un document en el que quedaven sota les ordres del comitè de Parets, Amadeu Pagès i Xartó no els va voler executar tal com tenia ordres i els va dir que podien tornar a casa, però que no podien abandonar el poble.
El 30 de juliol de 1936 va entrar a Parets 30 membres del comitè revolucionari de Granollers, que van detenir el Lluís i els seus dos fills, on aquella mateixa nit els van afusellar a Can Valls, al terme municipal de Mollet del Vallès.
Entre els anys 1938 i 1939 el Gobierno Nacional utilitza els dietaris elaborats per Lluís Piquer i els seus fills per a condemnar a Pere Palou, Amadeu Ramón, Esteve Seguer, Josep Pera Pera, Projecte Forns, Josep Casas, Pere Xicola, Jaume Massagué, Joan Ramón i Amadeu Pagès. Aquest últim va ser afusellat al Camp de la Bota acusat de ser alcalde de Parets quan van executar Lluís Companys, però la veritat és que va ser anomenat alcalde 3 mesos després de la seva mort.
El 10 d'agost de 1945 el Gobierno Nacional nomena a Lluís Piquer i Jové com a "Paisano Militarizado" i el 22 d'agost el declara com a "muerto en campaña"
Als anys 60 durant la dictadura franquista l'alcalde Parets Joaquim Isern i Fabra va decidir declarar màrtirs a la família Piquer, els va dedicar un carrer que duu el nom de Vía Piquer i al Lluís com a homenatge d'aquell mestre que tant va fer l'alzamiento nacional a Parets i li va posar el seu nom a la "escuela nacional" on ell donava classes, fins al dia d'avui. L'any 2004 el PSC-Parets va prometre canviar el nom de l'escola, ja que Lluís Piquer va fer molt de mal als ciutadans Paretans, ja que gràcies als seus informes durant la dictadura es van executar varis paretans, per haver defensat la República Catalana.